# Ringer-Panamerikameisterschaften
Ringer-Panamerikameisterschaften sind Titelkämpfe im Ringen, bei denen alle Staaten Nord- und Südamerikas sowie der Karibik startberechtigt sind. Die ersten panamerikanischen Ringermeisterschaften fanden 1984 in Mexiko statt. Für Frauen werden seit 1997 Turniere ausgetragen.
Traditionsgemäß werden die Meisterschaften im Herrenbereich von Ringern aus den Vereinigten Staaten und aus Kuba beherrscht.

## Überblick
|      | Griechisch-römisch              | Griechisch-römisch              | Freistil                        | Freistil                        | Frauen                          | Frauen                          |                                 |
| PAM  | Austragungsort                  | Erfolgreichste Nation           | Austragungsort                  | Erfolgreichste Nation           | Austragungsort                  | Erfolgreichste Nation           | Gwk                             |
| ---- | ------------------------------- | ------------------------------- | ------------------------------- | ------------------------------- | ------------------------------- | ------------------------------- | ------------------------------- |
| 1984 | Mexiko-Stadt                    | Kuba                            |                                 |                                 |                                 |                                 | 10                              |
| 1985 | keine Panamerikameisterschaften | keine Panamerikameisterschaften | keine Panamerikameisterschaften | keine Panamerikameisterschaften | keine Panamerikameisterschaften | keine Panamerikameisterschaften | keine Panamerikameisterschaften |
| 1986 | Colorado Springs                | Kuba                            | Colorado Springs                | Vereinigte Staaten              |                                 |                                 | 10                              |
| 1987 | ?                               | Kuba                            | ?                               | Vereinigte Staaten              |                                 |                                 | 10                              |
| 1988 | ?                               | Kuba                            | ?                               | Kuba                            |                                 |                                 | 10                              |
| 1989 | Colorado Springs                | Kuba                            | Colorado Springs                | Vereinigte Staaten              |                                 |                                 | 10                              |
| 1990 | Colorado Springs                | Kuba                            | Colorado Springs                | Vereinigte Staaten              |                                 |                                 | 10                              |
| 1991 | ?                               | Kuba                            | ?                               | Vereinigte Staaten              |                                 |                                 | 10                              |
| 1992 | ?                               | Kuba                            | ?                               | Vereinigte Staaten              |                                 |                                 | 10                              |
| 1993 | ?                               | Kuba                            | ?                               | Vereinigte Staaten              |                                 |                                 | 10                              |
| 1994 | Mexiko-Stadt                    | Kuba                            | Mexiko-Stadt                    | Vereinigte Staaten              |                                 |                                 | 10                              |
| 1995 | keine Panamerikameisterschaften | keine Panamerikameisterschaften | keine Panamerikameisterschaften | keine Panamerikameisterschaften | keine Panamerikameisterschaften | keine Panamerikameisterschaften | keine Panamerikameisterschaften |
| 1996 | keine Panamerikameisterschaften | keine Panamerikameisterschaften | keine Panamerikameisterschaften | keine Panamerikameisterschaften | keine Panamerikameisterschaften | keine Panamerikameisterschaften | keine Panamerikameisterschaften |
| 1997 | San Juan                        | Kuba                            | San Juan                        | Kuba                            | San Juan                        | Vereinigte Staaten              | 8/8/6                           |
| 1998 | Winnipeg                        | Kuba                            | Winnipeg                        | Kuba                            | Winnipeg                        | Kanada                          | 8/8/6                           |
| 1999 | keine Panamerikameisterschaften | keine Panamerikameisterschaften | keine Panamerikameisterschaften | keine Panamerikameisterschaften | keine Panamerikameisterschaften | keine Panamerikameisterschaften | keine Panamerikameisterschaften |
| 2000 | Cali                            | Kuba                            | Cali                            | Kuba                            | Cali                            | Vereinigte Staaten              | 8/8/6                           |
| 2001 | Santo Domingo                   | Kuba                            | Santo Domingo                   | Kuba                            | Santo Domingo                   | Vereinigte Staaten              | 8/8/6                           |
| 2002 | Maracaibo                       | Kuba                            | Maracaibo                       | Kuba                            | Maracaibo                       | Vereinigte Staaten              | 7                               |
| 2003 | Guatemala-Stadt                 | Vereinigte Staaten              | Guatemala-Stadt                 | Vereinigte Staaten              | Guatemala-Stadt                 | Venezuela                       | 7                               |
| 2004 | Guatemala-Stadt                 | Kuba                            | Guatemala-Stadt                 | Kuba                            | Guatemala-Stadt                 | Vereinigte Staaten              | 7                               |
| 2005 | Guatemala-Stadt                 | Kuba                            | Guatemala-Stadt                 | Kuba                            | Guatemala-Stadt                 | Venezuela                       | 7                               |
| 2006 | Rio de Janeiro                  | Kuba                            | Rio de Janeiro                  | Vereinigte Staaten              | Rio de Janeiro                  | Vereinigte Staaten              | 7                               |
| 2007 | San Salvador                    | Kuba                            | San Salvador                    | Kuba                            | San Salvador                    | Venezuela                       | 7                               |
| 2008 | Colorado Springs                | Kuba                            | Colorado Springs                | Vereinigte Staaten              | Colorado Springs                | Vereinigte Staaten              | 7                               |
| 2009 | Maracaibo                       | Kuba                            | Maracaibo                       | Kuba                            | Maracaibo                       | Vereinigte Staaten              | 7                               |
| 2010 | Monterrey                       | Kuba                            | Monterrey                       | Kuba                            | Monterrey                       | Vereinigte Staaten              | 7                               |
| 2011 | Rionegro                        | Kuba                            | Rionegro                        | Kuba                            | Rionegro                        | Kanada                          | 7                               |
| 2012 | Colorado Springs                | Kuba                            | Colorado Springs                | Vereinigte Staaten              | Colorado Springs                | Kanada                          | 7                               |
| 2013 | Panama-Stadt                    | Kuba                            | Panama-Stadt                    | Kuba                            | Panama-Stadt                    | Kanada                          | 7                               |
| 2014 | Mexiko-Stadt                    | Kuba                            | Mexiko-Stadt                    | Vereinigte Staaten              | Mexiko-Stadt                    | Ecuador                         | 8                               |
| 2015 | Santiago de Chile               | Kuba                            | Santiago de Chile               | Vereinigte Staaten              | Santiago de Chile               | Kanada                          | 8                               |
| 2016 | Frisco                          | Kuba                            | Frisco                          | Vereinigte Staaten              | Frisco                          | Vereinigte Staaten              | 8                               |
| 2017 | Lauro de Freitas                | Kuba                            | Lauro de Freitas                | Vereinigte Staaten              | Lauro de Freitas                | Kanada                          | 8                               |
| 2018 | Lima                            | Kuba                            | Lima                            | Vereinigte Staaten              | Lima                            | Vereinigte Staaten              | 10                              |
| 2019 | Buenos Aires                    | Vereinigte Staaten              | Buenos Aires                    | Vereinigte Staaten              | Buenos Aires                    | Vereinigte Staaten              | 10                              |
| 2020 | Ottawa                          | Vereinigte Staaten              | Ottawa                          | Vereinigte Staaten              | Ottawa                          | Vereinigte Staaten              | 9/9/8                           |
| 2021 | Guatemala-Stadt 1               | Vereinigte Staaten              | Guatemala-Stadt 1               | Vereinigte Staaten              | Guatemala-Stadt 1               | Vereinigte Staaten              | 9/9/10                          |
| 2022 | Acapulco                        | Vereinigte Staaten              | Acapulco                        | Vereinigte Staaten              | Acapulco                        | Vereinigte Staaten              | 10                              |
| 2023 | Buenos Aires                    | Vereinigte Staaten              | Buenos Aires                    | Vereinigte Staaten              | Buenos Aires                    | Vereinigte Staaten              | 9/10/10                         |